# The Song of the Wildwood Flute
The Song of the Wildwood Flute é um filme mudo norte-americano de 1910 em curta-metragem do gênero drama, dirigido por D. W. Griffith.